# Silurus
Silurus is een geslacht van straalvinnige vissen uit de familie van de echte meervallen (Siluridae).

## Soorten
- Silurus aristotelis Garman, 1890
- Silurus asotus Linnaeus, 1758
- Silurus biwaensis (Tomoda, 1961)
- Silurus chantrei Sauvage, 1882
- Silurus duanensis Hu, Lan & Zhang, 2004
- Silurus glanis Silurus glanis – Europese meerval
- Silurus grahami Regan, 1907
- Silurus lanzhouensis Chen, 1977
- Silurus lithophilus (Tomoda, 1961)
- Silurus mento Regan, 1904
- Silurus meridionalis Chen, 1977
- Silurus microdorsalis (Mori, 1936)
- Silurus soldatovi Nikolskii & Soin, 1948
- Silurus triostegus Heckel, 1843